# Sega Mega Jet
Der Sega Mega Jet war eine Handheld-Variante des Sega Mega Drives die ab 1988 produziert wurde, verfügte jedoch über keinen Bildschirm und war auf einen Stromanschluss angewiesen. Das Gerät wurde vor allem in Flugzeugen von Japan Airlines genutzt, denn das Gerät konnte an die Bildschirme in den Rückenlehnen angeschlossen werden. Vier Spiele waren während des Fluges verfügbar, unter anderem Super Monaco GP und Sonic the Hedgehog.
Ähnlich vom Hardwaredesign war der in den USA vermarktete Sega Nomad, der jedoch zusätzlich einen eingebauten Bildschirm besitzt.